# グナエウス・オクタウィウス (紀元前165年の執政官)
グナエウス・オクタウィウス（Gnaeus Octavius、 - 紀元前162年）は共和政ローマのプレブス（平民）出身の政治家・軍人。紀元前165年に執政官（コンスル）に就任し、第三次マケドニア戦争でローマ海軍を指揮した。

## 出自
グナエウス・オクタウィウスが属するオクタウィウス氏族は、紀元前230年にグナエウス・オクタウィウス・ルフスが財務官（クァエストル）に就任したことで歴史に登場する。ルフスには二人の息子がいたことが分かっている。次男ガイウスの子孫は騎士階級に留まったが、ガイウスの玄孫がローマ帝国初代皇帝アウグストゥス（出生時の名前はガイウス・オクタウィウス・トゥリヌス）である。ルフスの長男のグナエウスは紀元前205年に法務官（プラエトル）に就任している。グナエウスも彼の子孫もコグノーメン（第三名、家族名）を名乗っていない。
カピトリヌスのファスティによると、執政官グナエウス・オクタウィウスの父も祖父もプラエノーメン（第一名、個人名）はグナエウスであることから、多くの歴史家が執政官オクタウィウスの父は法務官のグナエウスであると考えている。他方、両者は兄弟であるとする説もある。

## 経歴
紀元前172年、グナエウス・オクタウィウスは上級按察官（アエディリス・クルリス）に就任した。第三次マケドニア戦争中の紀元前169年には、オクタウィウスは元執政官（プロコンスル）のガイウス・ポピッリウス・ラエナスと共に、元老院の決定を携えてギリシアに渡り、ローマ官吏の恣意的な金銭強要からギリシアの都市国家を解放した。この使節の目的は、ローマ・マケドニア間で揺れる都市国家を、強固なローマの同盟都市にすることであった。同年、オクタウィウスはマルクス・クラウディウス・マルケッルスの死去に伴って神祇官に就任した。
紀元前168年、オクタウィウスはプラエトルとなって艦隊司令官となり、第三次マケドニア戦争の主戦場であるバルカン半島へ出征した。ピュドナの戦いでローマ軍が決定的な勝利を得た後、オクタウィウスはメリベアを占領し、サモトラキ島に逃げていたマケドニア王ペルセウスに降伏を強いた。ルキウス・アエミリウス・パウルス（後のマケドニクス）がアンフィポリスで戦後のマケドニア統治方法（4つの自治共和国への分割、材木伐採の禁止、税の半減）を宣言した際に、それをギリシア語で通訳したのはオクタウィウスであった。ローマに戻ると、オクタウィウスはパウルス、ルキウス・アニキウス・ガッルスと共に凱旋式を実施する栄誉を得た。また、この勝利を記念して、ローマで最初のコリント式ポルチコであるポルティクス・オクタウィア（en）を建設した。
紀元前165年、オクタウィウスはティベリウス・マンリウス・トルクァトゥスと共に執政官に就任した。オクタウィウス氏族としては最初の執政官であった。キケロによれば、戦利品から得た金銭はこの選挙に勝つために有利に作用し、またパラティヌスの丘に壮大な邸宅を建設した。
紀元前163年、オクタウィウスは使節として東方へ派遣された。彼以外の使節はルキウス・アウレリウス・オレステスとスプリウス・ルクレティウスであったが、3人はマケドニアの状況を調査し、カッパドキア王とガラティアの紛争を調停し、
またシリアでは紀元前188年に締結されたアパメイアの和約の遵守を求めた。しかしこれは現地住民の怒りを招き、オクタウィウスはラオディキアのギュムナシオンでで暗殺された。
暗殺者は逮捕されローマに送られた。オクタウィウスはラオディキアで埋葬された。後日、フォルム・ロマヌムに彼の像が建てられた

## 子孫
同名の息子グナエウス・オクタウィウスは、紀元前128年に執政官に就任している。

## 参考資料

### 古代の資料
- アッピアノス『ローマ史』
- カピトリヌスのファスティ
- ティトゥス・リウィウス『ローマ建国史』
- ポリュビオス『歴史』
- マルクス・トゥッリウス・キケロ『義務について』

### 研究書
- Broughton R. "Magistrates of the Roman Republic" - New York, 1951. - Vol. I. - P. 600.
- Münzer F.  "Octavius" // Paulys Realencyclopädie der classischen Altertumswissenschaft . - 1937. - Bd. XVII, 2. - S. 1801-1803.
- Münzer F.  "Octavius 16" // Paulys Realencyclopädie der classischen Altertumswissenschaft . - 1937. - Bd. XVII, 2. - S. 1808-1810.
- Münzer F.  "Octavius 17" // Paulys Realencyclopädie der classischen Altertumswissenschaft . - 1937. - Bd. XVII, 2. - S. 1810-1814.
- Münzer F.  "Octavius 18" // Paulys Realencyclopädie der classischen Altertumswissenschaft . - 1937. - Bd. XVII, 2. - S. 1814.
- Münzer F.  "Octavius 79" // Paulys Realencyclopädie der classischen Altertumswissenschaft . - 1937. - Bd. XVII, 2. - S. 1853-1854.